# Günter Mardus

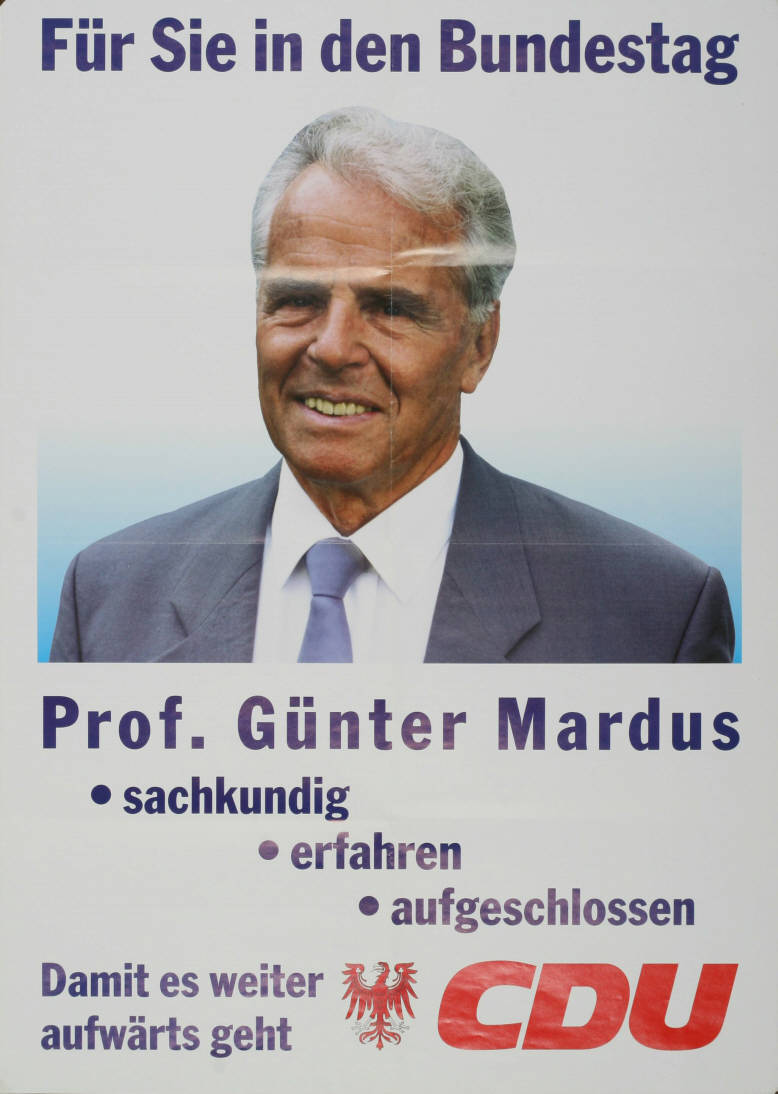
Günter Mardus auf einem Wahlplakat zur Bundestagswahl 1994

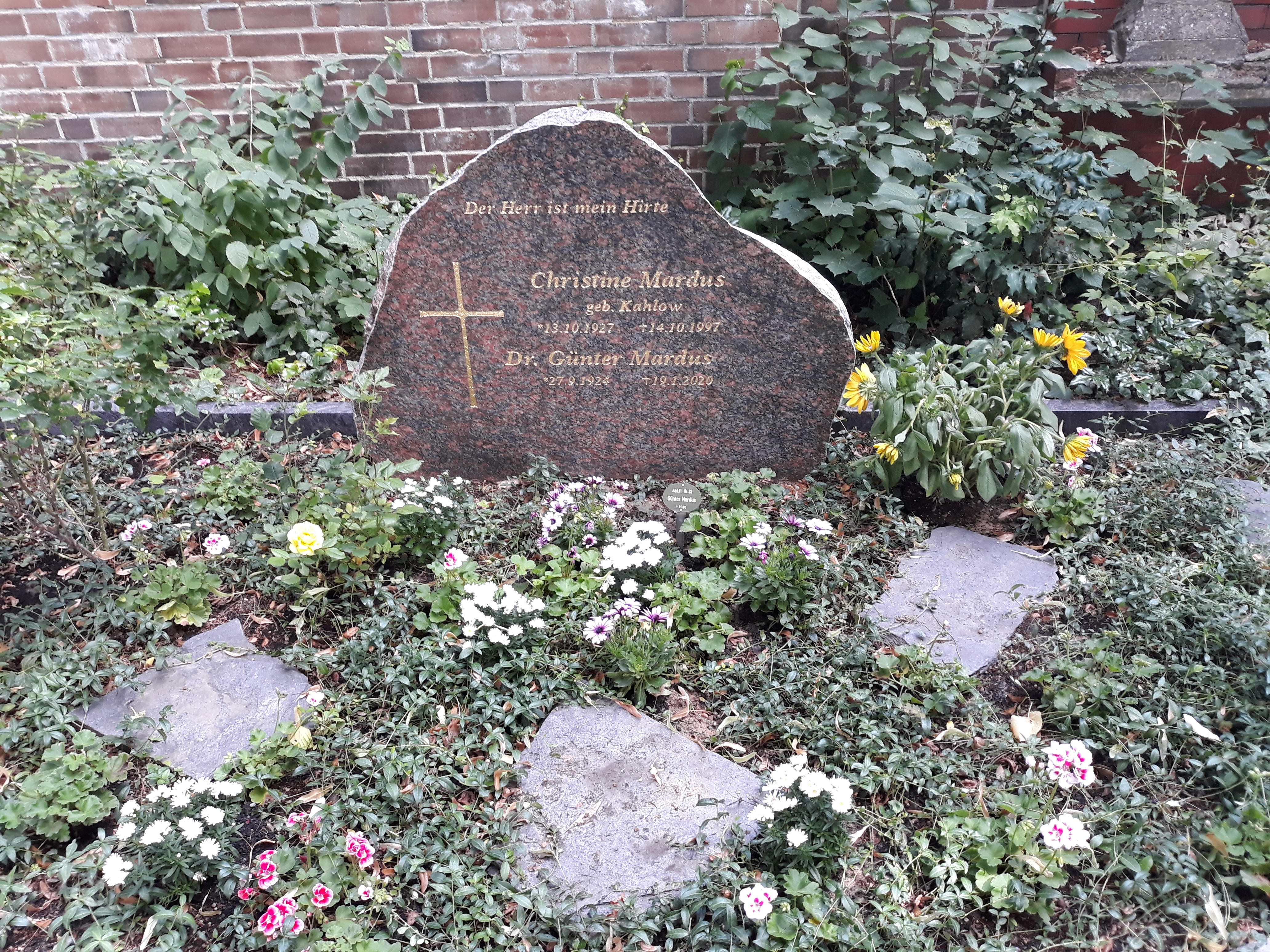
Das Grab von Günter Mardus und seiner Ehefrau Christine geborene Kahlow auf dem Friedhof Alt-Buckow in Berlin

Günter Mardus (* 27. September 1924 in Salzwedel; † 19. Januar 2020) war ein deutscher Physiker und Politiker der CDU.

## Leben
Mardus, studierter Physiker, war Gründungsmitglied der Technischen Fachhochschule Berlin (heute Beuth Hochschule für Technik Berlin). Als langjähriger Vorsitzender des Sportausschusses brachte er 1972 den Beitritt der TFH als erste Fachhochschule in den Allgemeinen Deutschen Hochschulsportverband auf den Weg. Auch ein hochschulübergreifender Sportverband innerhalb Berlins entstand auf seine Initiative. Nach seiner aktiven Zeit wurde er vom Akademischen Senat der Hochschule zum Ehrensenator ernannt.
Am 4. Oktober 1978 rückte Mardus für den zum Bezirksstadtrat ernannten Wolfgang Hackel ins Berliner Abgeordnetenhaus nach und gehörte diesem bis zum Ende der Wahlperiode 1979 an. Danach wurde er selbst zum Bezirksstadtrat für Jugend und Sport im Bezirk Neukölln ernannt. Am 24. Januar 1991 rückte er erneut ins Abgeordnetenhaus nach, diesmal für Ekkehard Kittner, welcher ebenfalls zum Bezirksstadtrat ernannt wurde.
Bei der Bundestagswahl 1994 kandidierte er im Wahlkreis 276 Potsdam für das Direktmandat, unterlag jedoch Emil Schnell von der SPD. 1995 schied er endgültig aus dem Abgeordnetenhaus aus.

## Schriften
- Zur bisherigen und zukünftigen Rolle der europäischen Nationalstaaten. Lang, Frankfurt am Main 2002.